# Escola de Treino de Voo Elementar N.º 3 da RAAF
A Escola de Treino de Voo Elementar N.º 3 foi uma unidade de treino de pilotagem da Real Força Aérea Australiana (RAAF) que operou durante a Segunda Guerra Mundial. Foi uma de doze escolas de treino de voo elementar criadas pela RAAF para providenciar instrução introdutória a recrutas da RAAF para mais tarde se tornarem pilotos. Fez parte do esforço de guerra australiano sob os termos do Esquema de Treino Aéreo do Império. A Escola de Treino de Voo Elementar N.º 3 foi estabelecida em Janeiro de 1940 em Essendon, Vitória, e inicialmente continha uma grande porção de pessoal civil e aeronaves privadas; a meio do ano de 1940, as aeronaves e o pessoal foram incorporados na força aérea. A escola foi dissolvida em Maio de 1942, e as suas aeronaves e pessoal foram transferidos para a Escola de Treino de Voo Elementar N.º 11, em Benalla.

## História
A instrução de voo na Real Força Aérea Australiana sofreu profundas modificações com o despoletar da Segunda Guerra Mundial, devido ao grande aumento de voluntários que se queriam tornar tripulantes aéreos e também à participação da Austrália no Esquema de Treino Aéreo do Império. A unidade de treino de pilotagem da força aérea antes da guerra, a Escola de Treino de Voo N.º 1 na Estação de Point Cook, em Vitória, foi substituída entre 1940-41 por doze escolas de treino de voo elementar e oito escolas de treino de voo de serviço. As escolas de treino de voo elementar providenciavam um curso de voo de doze semanas aos alunos que se graduavam em alguma das escolas de treino inicial da RAAF. O treino de voo era composto por duas fases: a primeira tinha a duração de quatro semanas (incluindo 10 horas de voo) para determinar quais os alunos capazes de se tornarem pilotos. Aqueles que conseguissem ser nomeados passavam de seguida por mais oito semanas (incluindo 65 horas de voo) na escola. Os pilotos que concluíssem com sucesso este curso eram transferidos para uma escola de treino de voo de serviço na Austrália ou no Canadá, para receberem a próxima fase de instrução como aviadores militares.

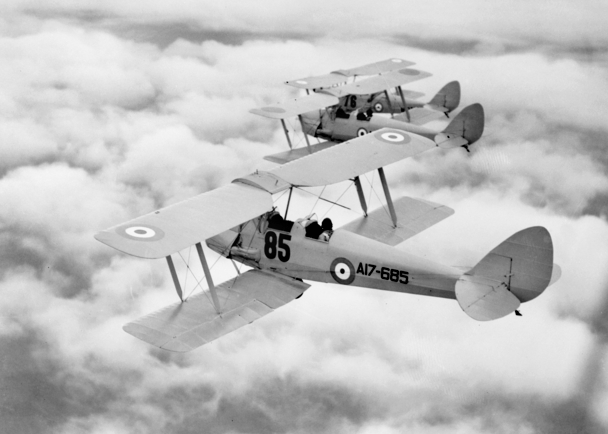
Aviões Tiger Moths da Escola de Treino de Voo Elementar N.º 3, em Abril de 1941

Escola de Treino de Voo Elementar N.º 3 foi estabelecida em Essendon, Vitória, no dia 2 de Janeiro de 1940, e ficou subordinada ao Comando da Área do Sul. O seu comandante inaugural foi o Líder de Esquadrão Roy King, um ás da aviação que alcançou 26 vitórias aéreas no Australian Flying Corps durante a Primeira Guerra Mundial. O aeródromo de Essendon havia sido criado em 1921, e era a casa de vários clubes e escolas de aviação civil, incluindo o Real Aero Clube Vitoriano, a ANA Flying School e a Victoria & Interstate Airways Ltd. A posição do aeródromo fazia dele um epicentro da instrução de aviação civil em Vitória, o que levou à escola do local para se tornar na base de estabelecimento da terceira escola de voo que a RAAF fundou durante a Segunda Guerra Mundial. O mesmo princípio foi usado na criação da Escola de Treino de Voo Elementar N.º 1, em Parafield, na Escola de Treino de Voo Elementar N.º 2, em Archerfield e na Escola de Treino de Voo Elementar N.º 4, em Mascot.

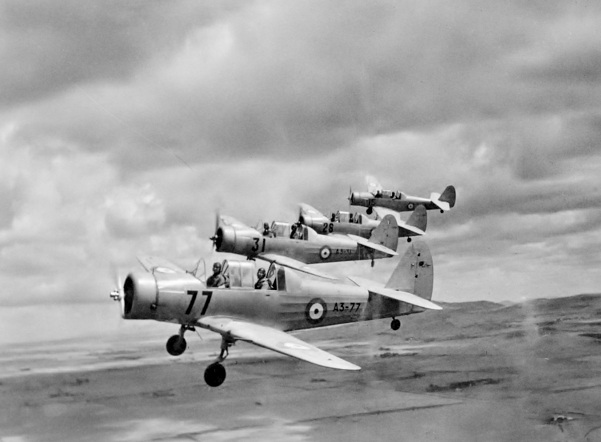
Aviões CAC Wackett da Escola de Treino de Voo Elementar N.º 3, em Fevereiro de 1942

O primeiro curso de treino na Escola de Treino de Voo Elementar N.º 3 não foi conduzido por instrutores da RAAF sob os termos do Esquema de Treino Aéreo do Império, mas sim pelas organizações de aviação civil de Essendon através de um contrato com o governo australiano. As aeronaves de treino eram aviões privados de Havilland Tiger Morth e Gipsy Moth. Todos os cadetes eram sujeitos à disciplina militar da RAAF, e o programa de treino era direccionado por Roy King. No dia 8 de Janeiro de 1940 começou o primeiro curso com os primeiros dezasseis estudantes, que receberam instrução durante um período de oito semanas, que terminou no dia 4 de Março; à excepção de um cadete, todos os outros chegaram à escola com alguma experiência aeronáutica, contribuindo para que não houvesse qualquer acidente durante este curso. O curso seguinte começou no dia 5 de Fevereiro de 1940. O primeiro curso que decorreu na escola sob os termos do Esquema de Treino Aéreo do Império começou em Maio. Nesta altura, a escola contava com 48 estudantes e cerca de 50 efectivos. O segundo curso sob o esquema de treino aéreo começou em Julho. À data deste segundo curso, a presença civil em Essendon havia sido totalmente absorvida pela RAAF; as aeronaves privadas ficaram na posse da RAAF, que também já estava a realizar esforços para adquirir as suas próprias aeronaves, sendo a primeira um Gipsy Moth que chegou à escola em Março. Os acidentes de treino eram frequentes, particularmente durante as aterragens, contudo não acabaram em fatalidades.
Clyde Fenton, um conhecido aviador civil no Território do Norte antes de ser piloto da RAAF, serviu como instrutor na Escola de Treino de Voo Elementar N.º 3 entre 1940 e 1942. King foi transferido para a Escola de Treino de Voo Elementar N.º 5 em Dezembro de 1940, tornando-se comandante daquela escola. Nesta altura, a Escola de Treino de Voo Elementar N.º 3 já havia graduado 200 pilotos em oito cursos desde a sua formação. Um dos graduados desta escola foi Nicky Barr, que mais tarde tornar-se-ia num ás da aviação na Campanha do Norte de África, alcançando doze vitórias. No dia 17 de Fevereiro de 1941, a Escola de Treino de Voo Elementar N.º 3 começou a operar um simulador Link Trainer. Em Agosto de 1941, a escola começou a operar o recém-adquirido CAC Wackett, contudo, esta aeronave provou ser problemática, o que atrasou o programa de treino. De Setembro a Novembro de 1941, um destacamento da Escola de Treino de Voo Elementar N.º 11 começou a utilizar as instalações do aeródromo de Essendon, depois de o seu aeródromo em Benalla ter ficado inundado após fortes chuvas. Em Abril de 1942, os instrutores, alunos e aeronaves da Escola de Treino de Voo Elementar N.º 3 foram transferidos para a Escola de Treino de Voo Elementar N.º 11, e a escola em Essendon foi dissolvida no dia 1 de Maio.